# 弃踢手
棄踢手或棄踢員（英語：Punter）是美式足球中屬於特勤組的位置，負責踢高空球。球隊在進攻失利(通常在第四次也是最後的進攻機會)時，就會派出棄踢手把球高踢，放棄進攻權而踢近防守一方的達陣區，爭取在有利的場地位置防守的機會。球掉在場地上的碼數就是原防守方取得進攻權的碼數。碼數距離原進攻方的達陣區愈遠愈好，但是若球進入對方的達陣區就會造成回陣。
棄踢手不但要求踢得遠，還要踢得準，避免踢入對方的達陣區，以免造成回陣而令對方在場地位置更有利的 25 碼線取得進攻權。